# Esporte Clube União Suzano (volley-ball masculin)
 (avril 2021).
Si vous disposez d'ouvrages ou d'articles de référence ou si vous connaissez des sites web de qualité traitant du thème abordé ici, merci de compléter l'article en donnant les références utiles à sa vérifiabilité et en les liant à la section « Notes et références ».
L'Esporte Clube União Suzano est un club brésilien de volley-ball masculin de Suzano qui a évolué au plus haut niveau national (Superliga).

## Historique
Le club était sponsorisé par la papeterie Suzano[Quand ?].

## Palmarès
- Championnat du Brésil : 1993, 1994, 1997[1].

## Joueurs majeurs
- Gilmar Nascimento Texeira « Kid »  Brésil (réceptionneur-attaquant, 1,94 m)